# Slottsskogen
Denna artikel behandlar parken och stadsdelen i Göteborg, för tätorten i Håbo kommun, se: Slottsskogen, Håbo kommun
Slottsskogen, officiellt Slottsskogsparken, är en 137 hektar stor park och stadsdel strax sydväst om Göteborgs centrum. Parken har fått sitt namn eftersom den anlades i en skog, som under flera hundra år hörde till det kungliga Älvsborgs slott, vilket låg några kilometer bort vid Göta älv. Skogen var sedan medeltiden en del av Älvsborgs Kungsladugård och tillhörde kungen och Älvsborgs slott – därav parkens namn. Trots att skogen tillhörde kronan användes den i perioder som rekreationsområde av Göteborgarna, vilket dock var reglerat. I samband med Majornas införlivade med Göteborg 1868 kom Slottsskogen i stadens ägo och 1876 öppnades den delvis som park för allmänheten.
I Slottsskogen finns bland annat Göteborgs Naturhistoriska museum, Slottsskogens djurpark med Barnens zoo, lekplatsen Plikta, Slottsskogsobservatoriet, ett utsiktstorn, Björngårdsvillan och café Villa Belparc, tidigare kallad restaurang Vita bandet. Slottsskogen är en avgiftsfri park öppen dygnet runt. Stadsdelen Slottsskogen hade 1982 en areal på 156 hektar.

## Geografi och utformning

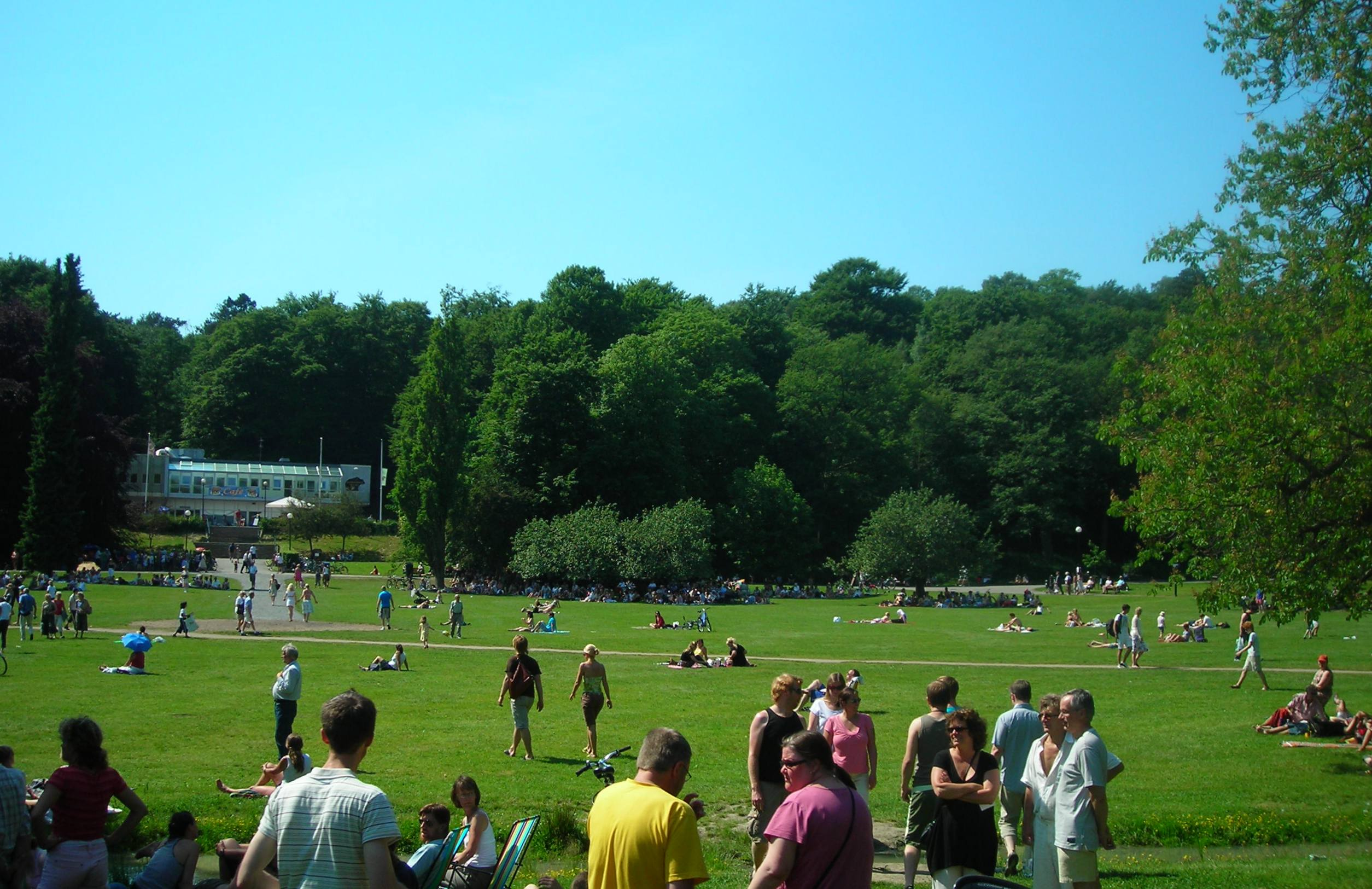
Gräsytan framför Björngårdsvillan öster om åsen.

Slottsskogen är en stadspark som idag sträcker sig från stadsdelarna Stigberget, Masthugget och Olivedal i norr till stadsdelen Järnbrott i söder och ungefär lika brett från stadsdelarna Majorna och Kungsladugård i väster till stadsdelen Änggården i öster. Den avgränsas av (ungefär):
 Dag Hammarskjöldsleden—Margretebergsgatan—Slottsskogsgatan—Ekedalsgatan—Bergvalls Trappor—August Kobbsgatan—Jungmansgatan—Rosengatan—Dag Hammarskjöldsleden.
Stora delar av Slottsskogsparken ligger på Stigbergsåsen, som går från norr till söder och där avslutas med Bragehöjden. Öster om denna ligger stora gräsplaner som samlar mycket folk om somrarna, blandat med små kullar och dammar. Väster om åsen ligger Majvallen och Azaleadalen. 
Förutom naturområden och gräsplaner finns flera djurhägn uppe på åsen. I en dal på mittersta delen av åsen finns en damm för sälar på östra sidan och på västra sidan en damm för humboldtpingviner och ett fågelhus. På östra sidan av åsen, strax ovanför Björngårdsvillan, ligger Barnens zoo. Göteborgs Naturhistoriska museum ligger i nordöstra delen, på Olivedalshöjden, väster om Linnéplatsen. På Stigbergsåsen nära Masthugget i norr ligger Observatoriet.
Slottsskogens tre högsta punkter hittas vid Stora Utsikten, där det före detta vattentornet från 1899 står placerat, med 80 meter över havet, Valhallaberget vid Hjorthagen med 73 meter och Bragehöjden, berget norr om Bragebacken, med 73 meter.
Två bergarter dominerar i Slottsskogen: Göteborgsgnejsen, som är en röd, sprickrik och grov gnejs, och Slottsskogsgrönstenen som är en mörk grönsten med eruptivt ursprung. Stora Utsikten står på Göteborgsgnejs. Cirka 100 meter längre västerut tar Slottsskogsgrönstenen vid och som senare, norrut övergår i Masthuggsbergen.

### Utformning
Slottsskogen har utformats i flera etapper. Den ursprungliga planen gjordes av stadsträdgårdsmästare C. P. Lange och tanken var att den stora parken skulle upplevas som en svensk ”uppröjd skogsbacke”. Det nationalromantiska idealet vid den här tiden påbjöd att parken skulle vara osymmetrisk och, som Sigfried Wieselgren uttryckte det, att den skulle lämnas ”i det skick naturen gifvit densamma”. Meningen var att skapa en plats för göteborgarna med gott om utrymme för rekreation och vila, där medborgarna skulle kunna tillgodose sig nyttan av att vistas i naturen.

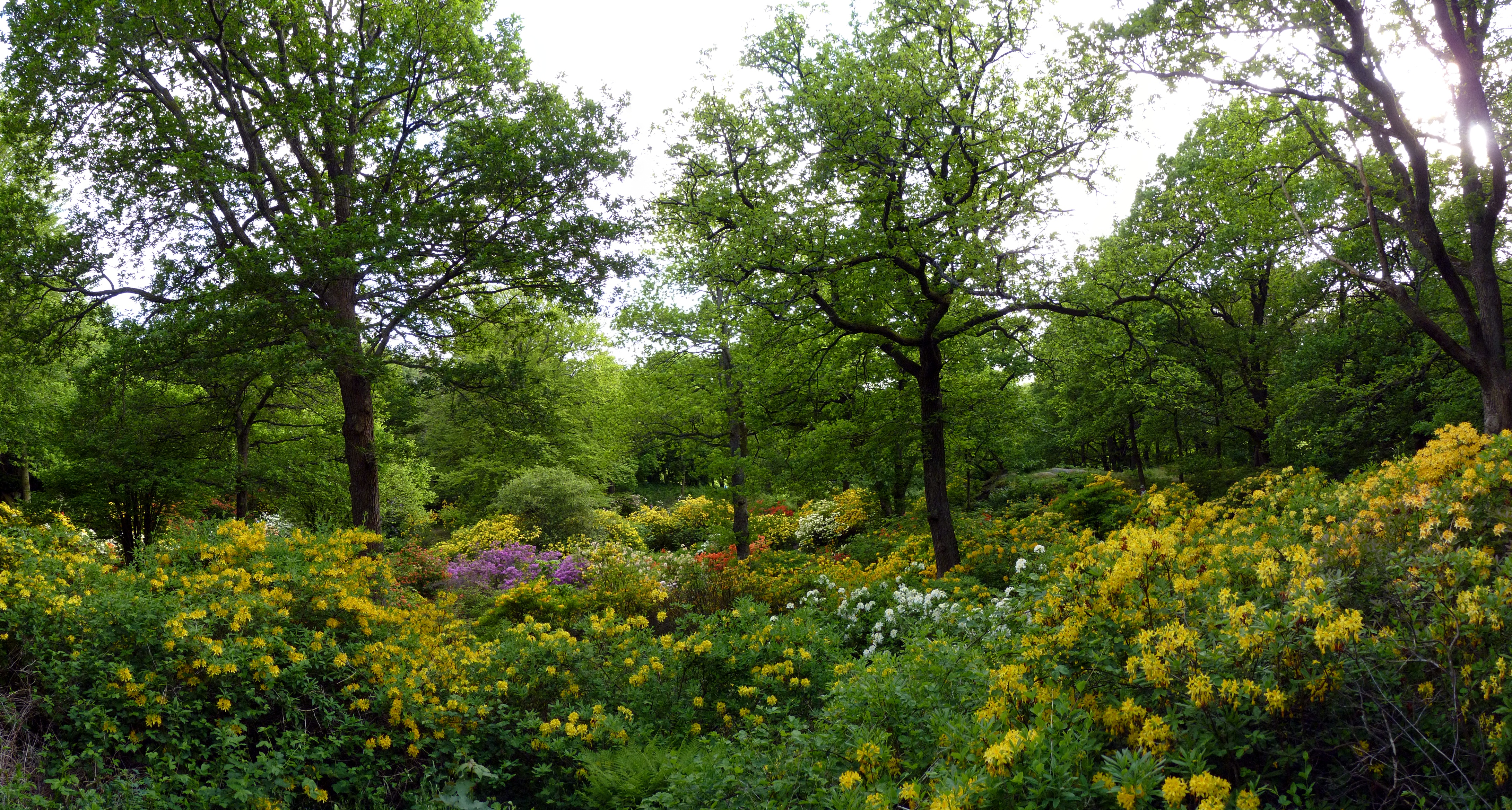
Azaleadalen

Redan från början var Slottsskogen en av Sveriges största stadsparker vilket nödvändiggjorde en ganska omfattande infrastruktur. Flera större körvägar anlades utefter de stora öppna, kortklippta gräsytorna, upp till ett antal utsiktsplatser. På höjderna, som i början var mycket kalare än idag, planterades barrträd och i dalsänkorna sådant som lövträd, syren och kaprifol.
Inte bara naturen skulle kännas svensk utan även flera av byggnaderna som placerades i parken hade en nationalromantisk prägel. Som de tre första restaurangerna Björngårdsvillan, Vinterpaviljongen och Prippska villan, som alla tillkom kring sekelskiftet, men även den lilla Cloetta-paviljongen och vattentornet. Utöver detta byggdes grindar vid infarterna av knotiga ekgrenar och likaså en bro i samma nationalromantiska stil vid fågeldammen i närheten av Linnéplatsen. Även namn som Bragehöjden, Baldershagen, Idunalunden och Valhallaberget refererar till asatron, vilket var populärt under denna period. 
Med tiden har det tillkommit flera stilbrott mot den ursprungliga idén om en "uppröjd skogsbacke". Ett av de tydligaste exemplen är kanske Azaleadalen som började anläggas 1966, då man röjde upp en stor yta utmed sluttningen väster om djurgårdarna och planterade rhododendron.

## Historik

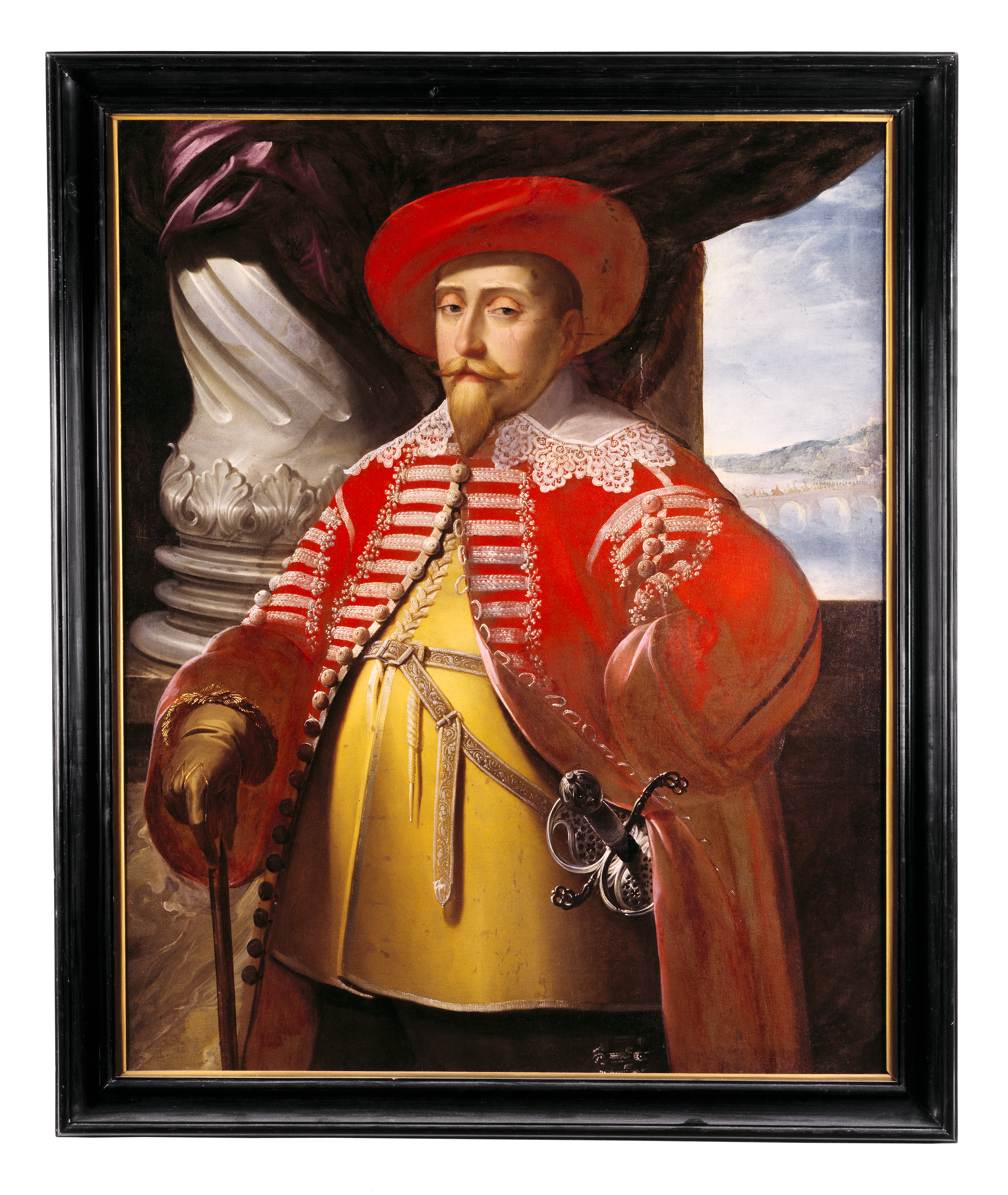
Kung Gustav II Adolf upplät 1624 Slottsskogen åt göteborgarna. I slutet av 1700-talet överläts den som lön till landshövdingen och rörelsefriheten för stadsborna beskars.

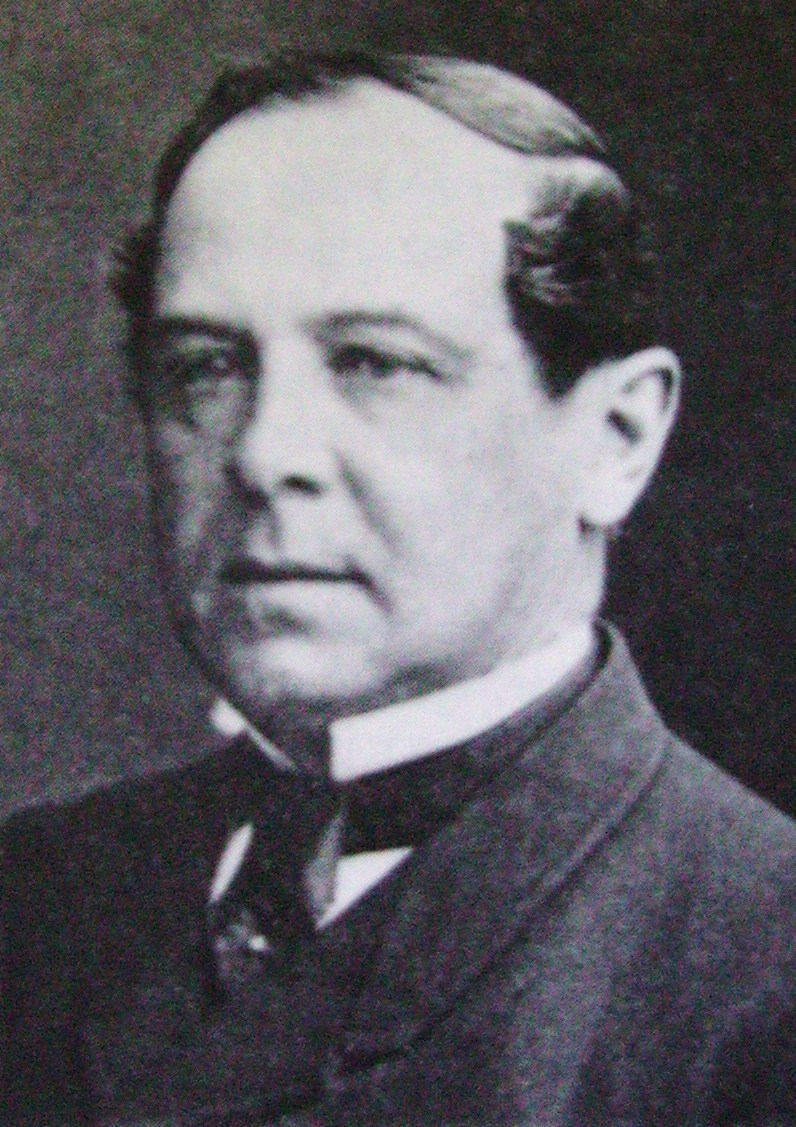
August Kobb, en av Slottsskogens grundare, som ledde mycket av arbetet inför öppnandet 1876.

Redan under medeltiden tillhörde marken Älvsborgs slott och den kungliga marken omfattade nuvarande Slottsskogen med Änggården, Masthugget och Majorna ända till Röda sten. "Kronoparken Slottsskogen" omfattade vid mitten av 1600-talet ungefär 300 hektar, alltså mer än dubbelt så mycket som idag, eftersom både Änggården och hela Älvsborgs Kungsladugård räknades som delar av Slottsskogen. Dessa båda områdena bestod då främst av skog. Slottsskogen var snarare en otillgänglig skog än en park ända fram till slutet av 1800-talet. Istället fick Stora Otterhällan fungera som rekreationsplats för dåtidens Göteborgare.
Slottsskogen har haft många namn, och officiellt har den kallats både Sundshagen, Sundzmarcken och Änggårdsskogen, innan det nuvarande namnet blivit tillräckligt inarbetat. På en karta av Kietel Classon år 1655 sägs: "Uthij Desse ängar, Bärgh och Ekeskogz backar pläga Diurran haffwa sina Säkre Parker, och orter at gå uthi och kallas Sunnshagen." Även namnet Slottsskogen har gamla anor, och Eric Cederbourg skrev i sin Göteborgsskildring 1739: "synes det hafwa sitt ursprung af Gamla-Elfsborg Slott, emedan denna ägendom går i wäster in till detta Slott." Där underhölls dovhjortar sedan medeltiden, och år 1579 hämtades dovhjortar från England, troligen för att förbättra stammen i den gamla "konungzparken". 
År 1624 vände sig stadens råd till Gustav II Adolf med en anhållan att få dispositionsrätt över området. Kungen gick borgerskapet till mötes och lät göteborgarna nyttja skogen som rekreationsplats om somrarna. Ett utdrag ur kungens svar löd: "Såsom af Borgerskapet begäres at dem må efterlåtas med deras Hustrur och Barn om Sommartijd förlusta sig uti Engegårds Skog: Så will H:s K. M:t dem sådant icke förment Hafwa, allenast de ikke der hugga neder Skogen och fälla djur, eller bruka någon annan motwillighet." Men redan i slutet av 1700-talet uppläts skogen som lön åt landshövdingen, varför rörelsefriheten för stadsborna beskars.
På 1770-talet menade landshövding Anders Rudolf du Rietz att folk gjorde åverkan på träden, trampade ner gräset och gjorde ofog i skogen. Han påstod att han orsakats så mycket skada genom minskad höskörd, att han tvingades inskränka göteborgarnas promenerande till ett visst mindre område, till Malmgårdskullarna, där Gräfsnäsgården ligger idag. Området markerades därefter med särskilda märken. Men endast "Stadens borgerskap och hederligare Inwånare med deras Hustrur och Barn samt nödig betjäning" fick hålla sig här. För i kungörelsen, som utfärdades 1776, sägs också att: "Gesäller, Matroser, Drängar, Tjenstegossar, Pigor, Krögare och Månglerskor med flera av lika egenskap må icke vara tillåtet at spatsera hvarken inom för berörda plats eller annorstädes i Slottsskogen utan på den genomlöpande wägen." Slottsskogen hade nämligen fått ett rykte om sig att vara en otrygg plats, speciellt om kvällar och nätter, varför många inte vågade sig dit och namnet "Slåss-skogen" började förekomma.
Uppsynen över djur och natur utövades av en skogs- och djurväktare, som en bit in på 1700-talet hade titeln hejderidare. Den förste av dessa ämbetsmän hette Arfued med efternamnet Skogvaktare eller Skytte (verksam 1621-1636). Han och hans efterträdare bodde på Engiegårdh (Änggården), strax öster om skogen. Hejderidaren hade bland annat till uppgift att skydda skogen, framför allt ekarna, mot olovlig fällning. Särskilt mot slutet av 1600-talet förekom mycket skogsstölder i Slottsskogen, eftersom skogstillgången var dålig i Göteborgstrakten. I Slottsskogens lövskog räknade hejderiddaren Grönbom och amiralitetslöjnanten A.F. Wallman år 1780 till 7 268 ekar, däribland till skeppsvirke dugliga 1 486 stycken, för tillväxt tjänliga 815 och till skeppsvirke odugliga 4 967. De fördelade sig enligt följande: Hanåsen 1 248, Högåsen 1 942, Gärdet 333, Ulvakullen 77, Fågelkullen 719, Långkullen 301, Aspkullen 230, Ängkullarna 1 691, "Öster under den förut beskrivna Högåsen" 339, Engars (Änggårds)kullen 270, Broåsen 85 och Kärrlandans kulle 48. En av de mera nitiska skogvaktarna var en man vid namn Per Hwijtlock, som 1694 åtalade samtliga boende på "Maijerna wid gambla Elfsborg, hwilka sortera under ladugården".

### Slottsskogsparken tillblivelse

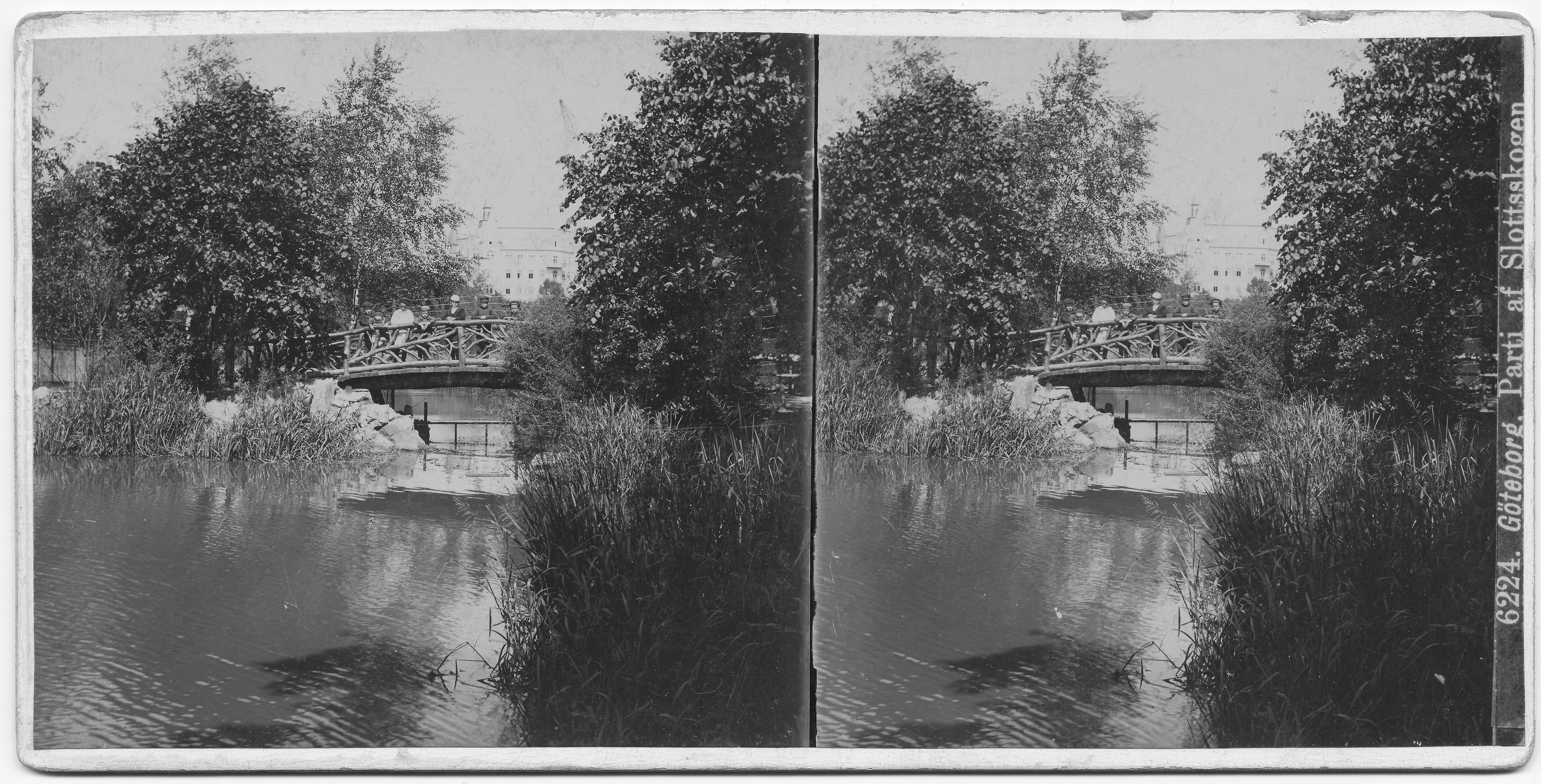
Skioptikonbild från del av Slottsskogen i närheten av Linnéplatsen från början av 1900-talet. Bron som byggdes 1914 är konstruerad i samma nationalromantiska stil med knotiga ekgrenar som de grindar som fanns vid parkens entréer vid den här tiden.

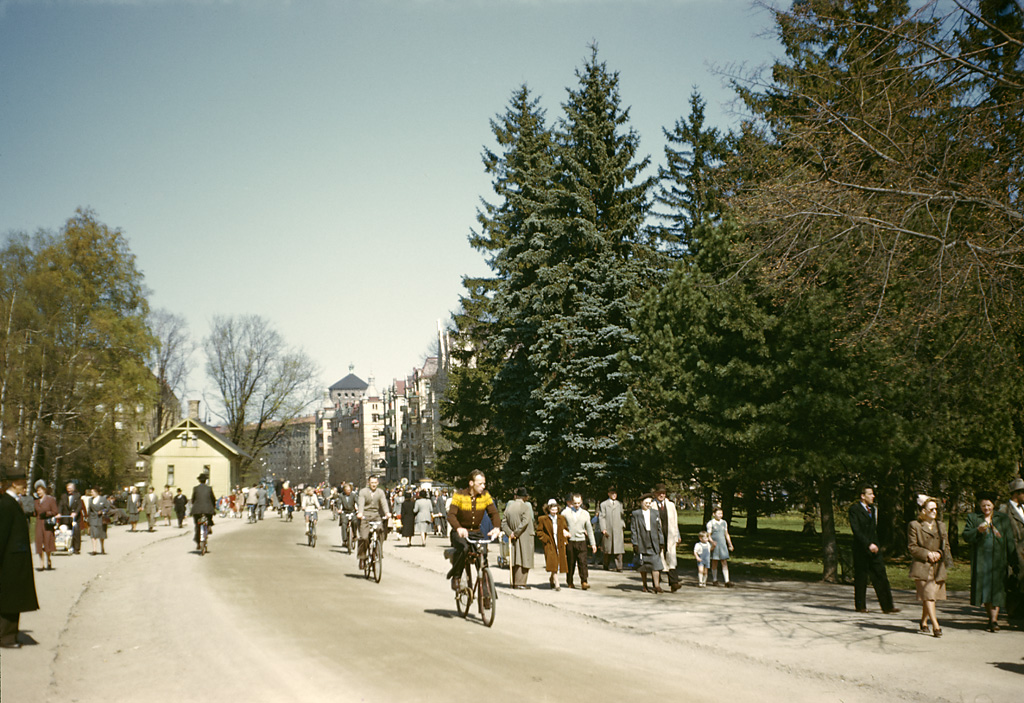
Slottsskogen i närheten av Linnéplatsen i april 1948.

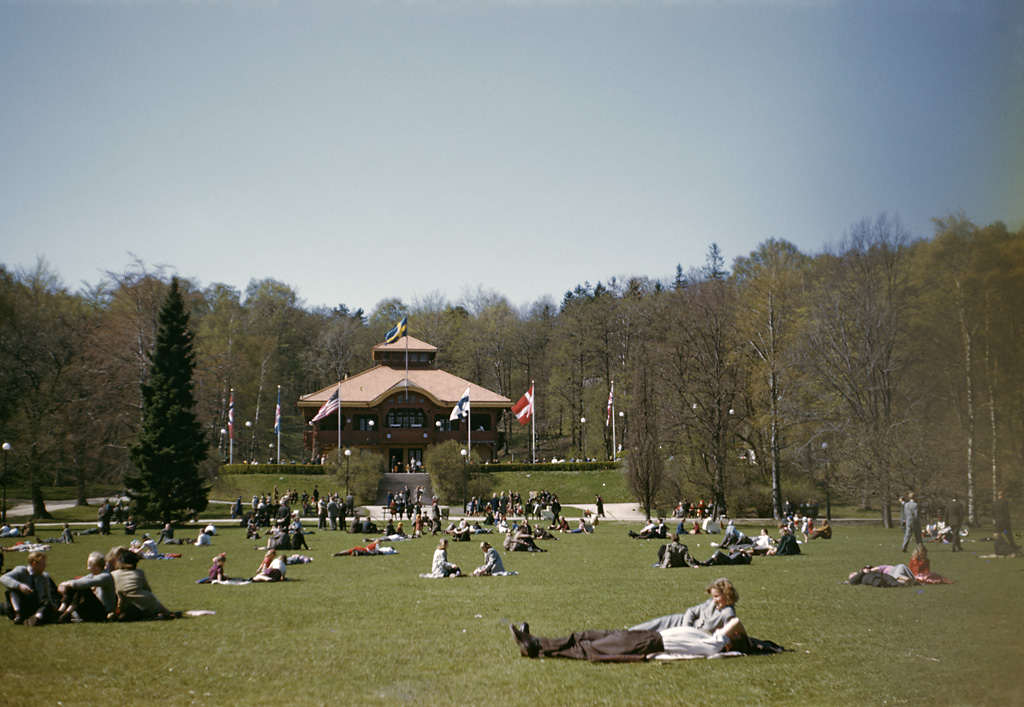
Framför restaurang Björngårdsvillan i april 1948.

I samband med att Majorna införlivades med Göteborg 1868 kom Slottsskogen i stadens ägo, på villkoret att skogen skulle användas till parkanläggning för staden. Den som starkt bidrog till detta var landshövdingen i Göteborgs och Bohus län, Albert Ehrensvärd. Några år innan hade han skrivit till regeringen och påpekat att staden med sin växande folkmängd "borde ha en egen park där gemene man kunde vandra och förströ sig". Carl Johans församlings införlivades med staden 1867, då även Älvsborgs Kungsladugård med tillhörande områden överläts till staden genom ett kungligt brev skrivet den 1 februari 1867. I samband med detta bestämdes det att delar av Slottsskogen skulle bli en parkanläggning: "att en del av den till Slottsskogslägenheterna hörande dugliga skog bör bibehållas, för att till en parkanläggning för staden användas."
År 1870 fördes frågan om Slottsskogens planerande på tal i stadsfullmäktige av den kände majbon, musikdirektören och orgelbyggaren Johan Nikolaus Söderling. Den 26 november 1874 beslutade stadsfullmäktige enligt Söderlings förslag, och att låta det planerade parkområdet omfatta Stora och Lilla Malmgården, Malmgårdsängen och Trädgården. Därefter vidtog diskussioner om hur parken skulle utformas, skulle det bli ett tivoli som det i Köpenhamn eller en park enligt engelsk modell? Parkförslaget segrade, främst tack vare dåvarande kammarförvanten i Göteborg Sigfrid Wieselgren.  En styrelse tillsattes, som den 19 december samma år hade sitt första sammanträde under ordförandeskap av grosshandlare A. W. Lewgren. År 1874 anslogs 38 000 kronor till parkens anläggande, och på våren 1875 startade arbetet med att förvandla Slottsskogen till en parkanläggning. Parken etablerades i de sydöstra delarna av Kungsladugårds ägor och omfattade fastigheterna Stora och Lilla Malmgården, med Malmgårdsängen och Trädgården som nyttjades av arrendatorer. Det var stadsträdgårdsmästare C. P. Lange som upprättade den plan efter vilken parken anlades. På platsen som kallades Kohagen uppe på Stigbergsåsen upprättades en plantskola 1876. Det röjdes skog, planterades träd, anlades två dammar, och byggdes stigar och körvägar. Detta arbete leddes av August Kobb.
Parken öppnades delvis för allmänheten 1876, och det officiella namnet var då Slottsskogsparken. År 1891 hade kostnaderna vuxit till 238 000 kronor, varav 130 000 från Renströmska fonden och resten genom stadens andel och vinst i brännvinshandeln. Slottsskogsparken fick en egen styrelse, och då denna sammanträdde första gången den 19 december 1874, upptog närvarolistan enligt protokollet: "Herrar A. Kobb, G. Lövegren, A.W. Lewgren, A. Fröding och O.A. Elliot." Lewgren utsågs då till ordförande och Elliot till sekreterare.
I de nedre delarna av parken uppfördes tre restauranger, ett antal vaktstugor, en trädgårdsmästarbostad, ekonomibyggnader, en friluftsteater och danslokaler. Till huvudentrén drogs i början av 1890-talet en spårvägslinje. Då Linnégatan och Linnéplatsen var färdigutbyggda i början av 1900-talet, bildade de en avslutning mot Slottsskogen. År 1893 utvidgades parken åt öster, då även ett antal mindre sjöar anlades. I den norra kuperade delen anlades 1899 en vattenreservoar med ett vattentorn.
1896 öppnades ålderdomshemmet vid på Vegagatan vid Slottsskogen vilket ungefär låg där nuvarande ålderdomshemmet ligger idag.
Svedberg, Krantz och Berggren var Slottsskogens tre första parkvaktare. Albin Svedberg, som tidigare varit polis, anställdes 1895 och kallades för "Slottsskogskongen". Han bodde med sin familj i en parkvaktarstuga vid Bangatan.
Johannes Dufva var en populär fiolspelare från Majorna, som underhöll vid dansbanan "ovanför restaurationslokalen", som stod klar 1887. Dansbanan där han spelade låg uppe på kullen ovanför Barnens Zoo och en backe som leder dit har fått namnet Dufvas backe. Dansbanans underlag var från början av grus, men blev 1895 belagd med brädor över gruset. Dufvas spelade ofta tillsammans med Gustaf Mårtensson-Hall, Mårten kallad.
År 1902 invigdes hoppbacken Bragebacken, även här var Thure Ohlson initiativtagare, den ersattes 1924 av den nuvarande hoppbacken med samma namn.
Vid parkens huvudentré i Linnéplatsens södra del låg tidigt en lång smal byggnad av trä, snarlik en repslagarbana, som användes till äggkläckningsanstalt. Under 1962 gjordes entrén till Slottsskogen vid Linnéplatsen om. Den gamla infarten, som gick i en båge, slopades och blev delvis gräsmatta, delvis refug. Det gamla bostadshuset, som spårvägen tillfälligt disponerat, togs bort. Men kabinettet blev kvar.
I maj 1974 firades Slottsskogens 100-årsjubileum. Festligheterna arrangerades vid Linnéplatsen och på planen framför August Kobbs byst av Gamla Annedalspojkar, Gamla Hagapojkar, Gamla Majgrabbar, Gamla Masthuggspojkar och Gamla Vegapojkar. Den 24 maj besöktes parken av 100 000 personer.

## Utskänkning och restaurangverksamheter
År 1775 omnämns den första serveringen inom området. Då öppnades en bod för servering av "lemonad, mandelmjölk och viner." Den brukade öppnas i maj och stängdes först på sommarens sista dag. Utskänkningen i området kan delas in i Öl- och sprit-perioden samt från 1909, Nykterhetsperioden. Det fanns två schapp, ett nedanför Ekebacken och ett på Malmgårdskullarna. Där Björngårdsvillan nu ligger, fanns en paviljong som kallades 5:an. Till höger om den låg en länga med tjänsterum. Eftersom 5:an var öppen nästan dygnet runt, tvingades personalen att sova i skift.
Runt sekelskiftet 1900 uppfördes tre större restauranger. Strandpaviljongen, också kallad Vinterpaviljongen placerades vid Stora dammen där nu Vita Bandet ligger. Stora Restaurangen, som senare döptes om till Björngårdsvillan i samband med att en björnbur uppfördes i närheten) placerades där 5:an med annex tidigare låg. Den tredje stora serveringen var Malmgårdsrestaurangen, även kallad Prippska Villan, en byggnad som ursprungligen byggdes för Göteborgsutställningen 1891 på Heden. Den placerades på gamla Malmgårdens tomt, ungefär vid Gräfsnäsgården, och försågs efter flytten den med en stor veranda. Ett annat hus som också hämtades från Göteborgsutställningen 1891 var den så kallade Cloetta-paviljongen, ett litet trähus som placerades vid stranden av Stora dammen, en bit ifrån Vinterpaviljongen. Från paviljongen distribuerades glögg, varm punsch och annat på vintern då folk åkte skridskor på isen. Under mellankrigstiden flyttades den till Budskär, Särö.
Vid sekelskiftet 1800-1900, och fram till "Nykterhetsepoken" 1909, innehades samtliga serveringsrättigheter för parken av källarmästare Ludvig Larsson. Han hade haft dessa rättigheter att utöva restaurangrörelse sedan 1877.

### Vinterpaviljongen / Vita bandet / Villa Belparc
Runt sekelskiftet 1900 uppfördes Strandpaviljongen, också kallad Vinterpaviljongen vid Stora dammen. Restaurangen var av trä och byggd i nationalromantisk sekelskiftesstil. Göteborgsavdelningen av den kvinnliga nykterhetsrörelsen Vita bandet bildade den 14 januari 1909 AB Hvita bandets nykterhetsförening, och på eftermiddagen den 30 april samma år startade man servering i Vinterpaviljongen. Sedan stadsfullmäktige beslutat, med ordförandens utslagsröst, att all sprit skulle förbjudas i Slottsskogen hyrde AB Hvita bandet Vinterpaviljongen för 500 kronor per år. Redan våren 1918 ville AB Hvita bandet bygga en ny restaurang. Planerna uppsköts och istället gjorde föreningen sin största investering i Vinterpaviljongen då man året därpå för 14 000 kronor byggde om pergolan till en matsal. Fram till 1936 stod den vid det här laget omoderna Vinterpaviljongen kvar. Vintern 1936—1937 byggdes den nuvarande restaurangen, ritad av Ragnar Ossian Swensson. Byggnaden som är ett av Göteborgs första hus i funkisstil, är av sten, har 1–2 våningar, nästan helt plana tak och slätputsade ljusa fasader utan dekor. Huset består främst av en framskjuten kubisk matsalsdel och en cafédel med en mjukt rundad fasad, och dessa båda stora former binds ihop genom ett genomgående horisontellt fönsterband. Inne i caféet finns en modernistisk väggmålning. Idag kallas Vita bandet även för Villa Belparc.

## Djurhållning

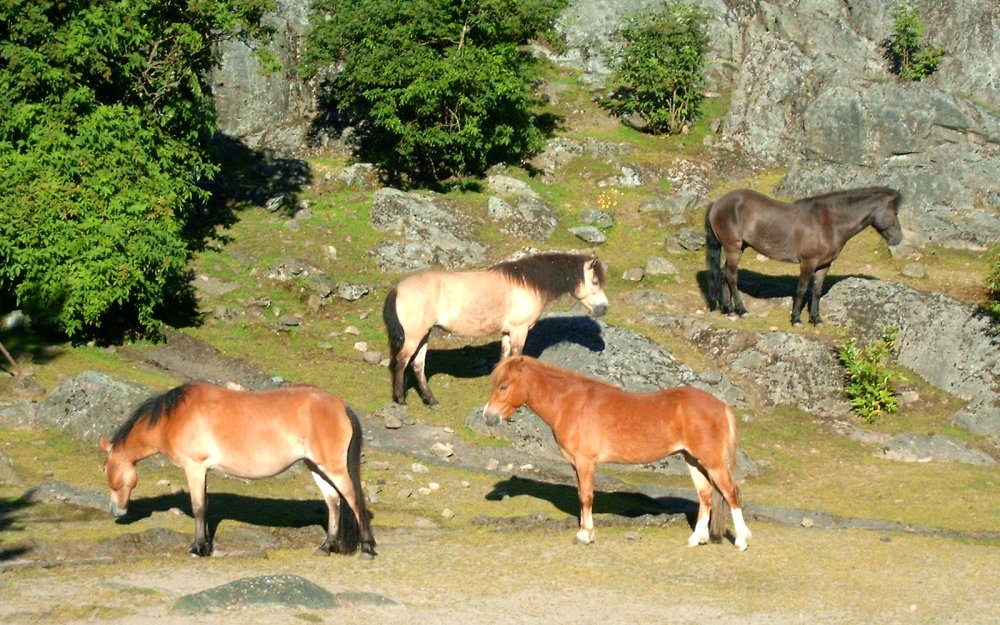
Slottsskogens gotlandsruss, som först kom till parken 1923.

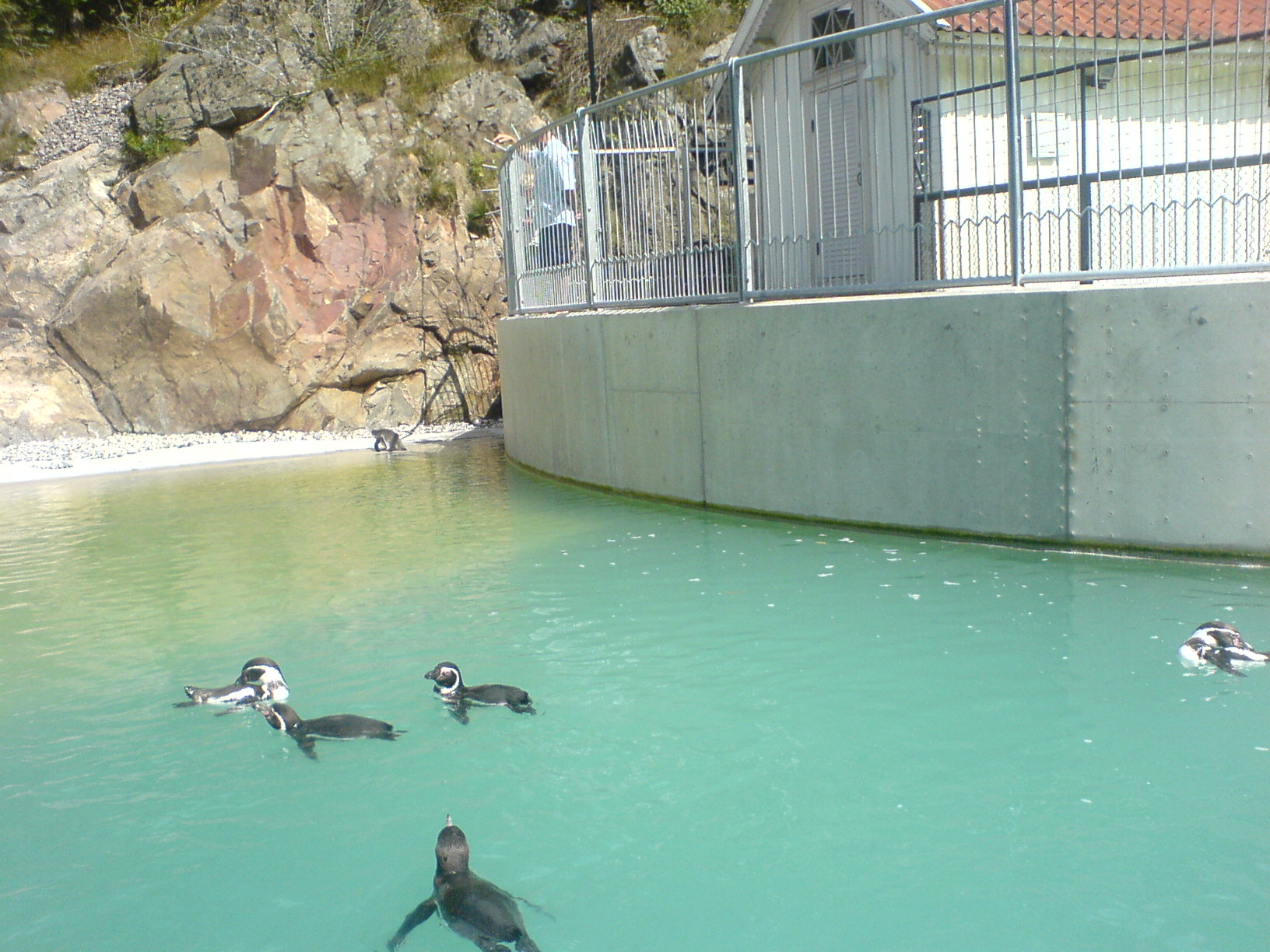
Slottsskogens humboldtpingviner.

När Slottsskogen var en del av Älvsborgs Kungsladugård och tillhörde Älvsborgs slott användes den tidvis som djurgård. När Slottsskogsparken anlades i slutet av 1800-talet, fanns det tidigt planer på en djurpark i parkens kuperade del uppe på Stigbergsåsen, i en del som tidigare kallats Kohagen. Det första som anlades var en hjorthage vilken invigdes 1891 med 10 dovhjortar, varav två tjurar, importerade från Skottland. 1897 uppfördes ett Svanhus med tillhörande damm. Fram till sekelskiftet 1900 var detta de enda djur som hölls i Slottsskogen. Idag räknas Slottsskogens djurpark som en av de äldsta i Sverige.
I början av 1900-talet hade Slottsskogen en överträdgårdsmästare som hette Thure Ohlson. Han byggde ut djurgårdarna och fågeldammarna 1907. Redan 1902 hade parken tagit emot en säl, som snart blev en uppskattad publikfavorit. Men den hade inte tillgång till någon lämplig damm och avled snart. År 1905 erbjöd sig direktör James Keiller att bekosta en säldamm. Säldammen placerades i en dal på mittersta delen av åsen, i öster. Säldammen har sedan byggts om vid ett antal tillfällen. I samma dal finns idag även en damm för humboldtpingviner och ett fågelhus på åsens västra sidan. 
1902 skänktes även en ung älg till Slottsskogen och två unga björnar. De senare skänktes av grosshandlare Morits Fraenkel och placerades i en gallerförsedd inhägnad med en utsprängd grotta, i närheten av dåvarande gamla restaurangen som på grund av detta i folkmun döptes om till Björngårdsvillan. Sista björnen i Slottsskogen var en äldre hona som dog 1931. I början av 1900-talet köptes även ren och rådjur in till parken och alla djur fick byggnader i nationalromantisk stil.
Till Göteborgs jubileumsutställning 1923 fick parken ett antal Gotlandsruss, vars ättlingar fortfarande hålls i parken. På östra sidan av åsen, strax ovanför Björngårdsvillan, ligger Barnens zoo som invigdes den 28 april 1971 av gatunämndens ordförande Bengt Gabrielsson. Åtta byggnader på ett cirka 1 500 kvadratmeter stort område, kostade cirka 400 000 kronor att utföra och tillkom efter en motion i stadsfullmäktige av Harry Hjörne. Idag har Slottsskogens djurpark, utöver fågeldammar, humboldtpingviner och knubbsälar exempelvis dovhjortar, skogsren och älgar. I djurparken hålls också äldre svenska lantraser. Vid Smålandsstugan, en av landskapsstugorna, hölls det länge getter. 
Sedan i åtminstone tidigt 1900-tal har det funnits bikupor i Slottsskogen. Idag har Göteborgs Biodlareförening en observationskupa i Azaleadalen.
På 1960-talet ersattes svanarna i Stora dammen med flamingor vilka hölls där om somrarna fram till år 2010.

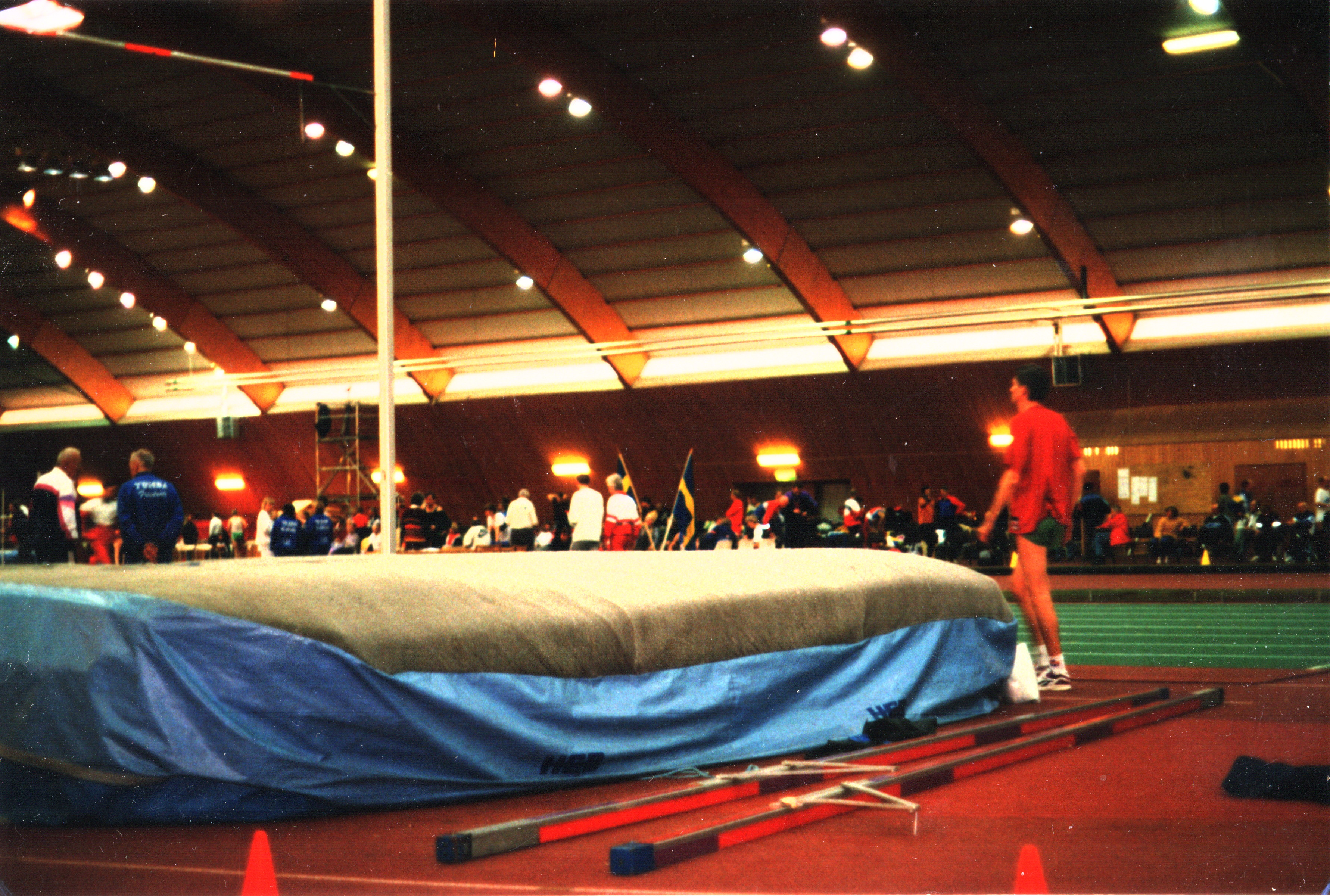
Tävling i Slottsskogshallen, 1980-talet.

## Sportfaciliteter och lekplatser

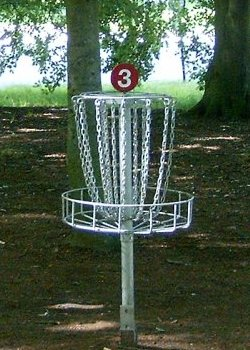
Slottsskogen har en frisbeegolfbana.

Det finns en strandvolleybollplan, en minigolfbana och en frisbeegolfbana. I södra delen av Slottsskogen finns även en skidbacke, det före detta backhoppningstornet Bragebacken från 1902.
För fotboll och andra platskrävande sportaktiviteter finns idrottsplatsen Majvallen i de västra delarna vid Majorna och Dalens lekfält i sydväst. Majvallen är en fotbollsplan med konstgräs, hemmaplan för Göteborgs FF, Masthuggets BK och Pushers BK. Dalens lekfält är några stora grusplaner främst använda för fotbollsträning som ligger i anslutning till Slottsskogsvallens idrottsanläggningar. I södra hörnet ligger Slottsskogsvallen, klassisk arena för fotboll och friidrott.

### Plikta
Plikta, ursprungligen Plikten eller Plekta (med akut accent), är en lekplats i Slottsskogens nordöstra del, i Jungmansgatans förlängning och cirka 175 meter väster om Naturhistoriska museet. Exakt varifrån namnet kommer har inte fastställts, men en förklaring kan vara förbudstavlor, så kallade "plikttavlor" som tidigare kan ha funnits på platsen som exempelvis förbjöd fotbollsspel eller att ens beträda gräsmattan på platsen. En annan tolkning framförs av göteborgshistorikern Robert Garellick, som menar att det odlades säd på platsen långt före sekelskiftet 1900, varför det enligt anslag var "Vid plikt [vite] förbjudet att beträda området." I båda tolkningarna har namnet alltså samma ursprung, en typ av "förbudsskyltar."
Vid Plikta spelades fotbollsmatcher till omkring 1915. Det var Idrottsklubben Wega, en kvartersklubb från Vegagatorna och Masthugget, som 1905 - samma år som klubben bildades - tog platsen i besittning och där spelade sina första fotbollsmatcher. Wega hade även en aktiv friidrottssektion som satte sin prägel på Plikta ända fram till 1923 då Slottsskogsvallens kolstybbsbanor invigdes. Med tillstyrkan av Gamla Vegapojkars kamratförening, ingick IK Wega 1946 till Drätselkammaren med en begäran om att åter få använda Plikta som idrottsplats för ungdomar. Efter några år blev platsen iordningställd och främst skolorna fick då möjlighet att idrotta. Där fanns då löparbanor, hoppgropar, fotbolls- och handbollsplan.

## Monument och offentliga konstverk

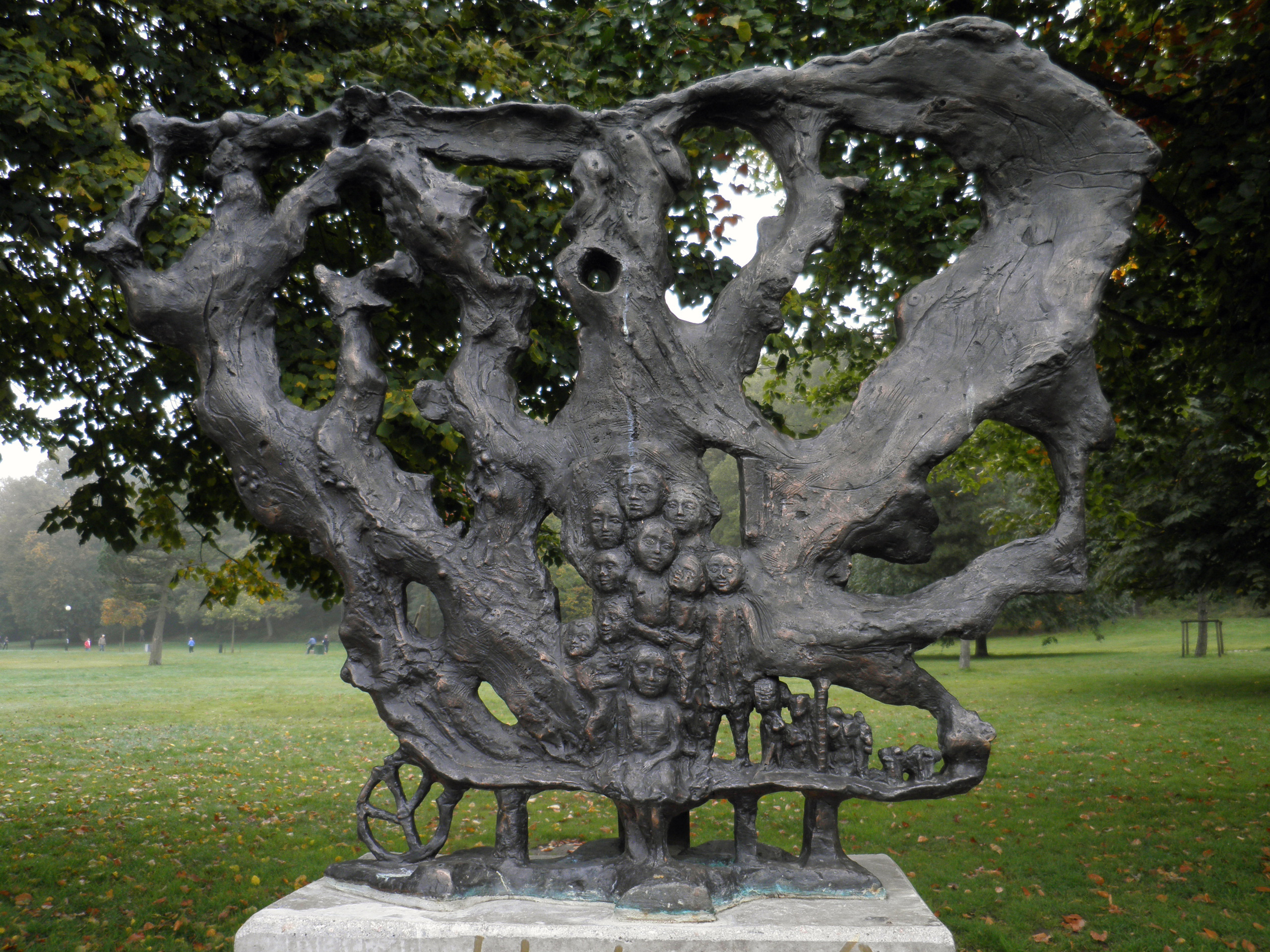
Badresorna till Askim, skulptur av konstnären Jerd Mellander är en av alla offentliga konstverk i Slottsskogen.

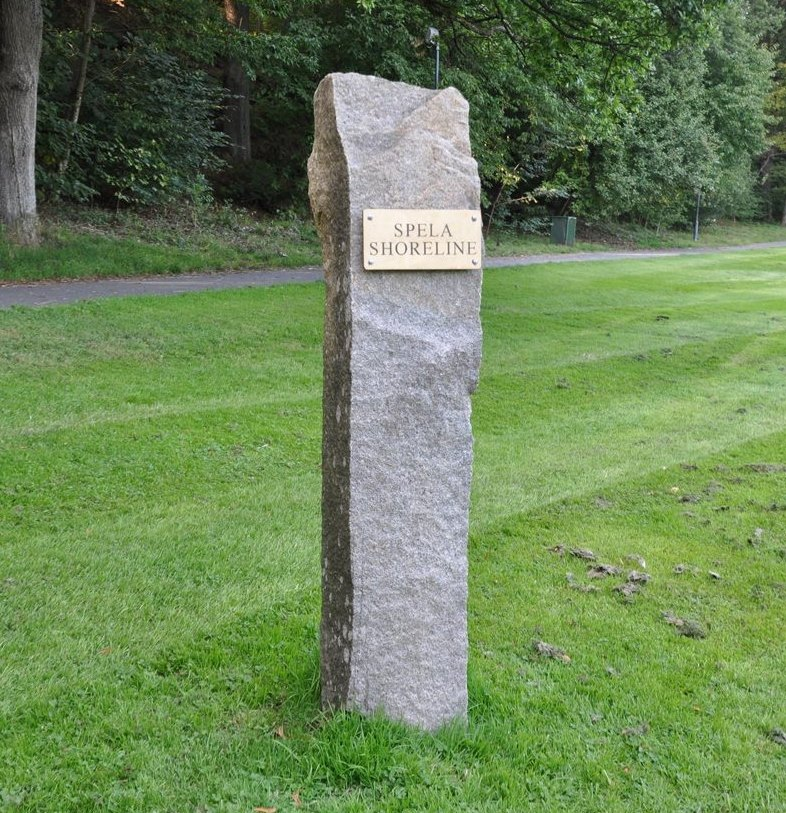
Shorelinestenen, ett monument över Broder Daniels sista spelning, på sin ursprungliga plats.

Från början var tanken att det inte skulle finnas några statyer eller monument i Slottsskogen, men denna ambition varade inte så länge.
Mitt emot Stora dammen, i närheten av Säldammsbacken finns ett monument över August Kobb invigd 1905, bestående av en relief huggen av konstnären Christian Eriksson, placerad i en berghäll.
Vid Slottsskogsvallen finns skulpturerna Bollspelande flickor och Tampande pojkar av Stig Blomberg från 1951.
Den svenska scoutrörelsens fader, Ebbe Lieberath, har ett monument i Slottsskogen som ligger mellan Hallandsstugan och Vita Bandet och som invigdes den 14 november 1959. Hedersgäst vid invigningen var hans dotter Rigmor Tholin. Monumentet består av en stor sten som vilar på tre mindre stenar, omgivet av ett röse som cirka 100 scoutkårer i landet sänt in var sin ingraverade sten till. Stenarna symboliserar i tur och ordning: Scoutrörelsen, de tre punkterna scoutlöftet och gemenskapen. Scouternas Kamratförenings ordförande, Gottfrid Bergendahl höll ett tal och stadsfullmäktiges vice ordförande, Adolf Borén, tog emot gåvan å stadens vägnar.
I närheten av spårvagnshållplatsen vid Linnéplatsen finns skulpturen Badresorna till Askim av konstnären Jerd Mellander avtäckt 1973. På den stora gräsplanen i samma område sträcker sig Ralph Lundquists högresta flerfärgade betongskulptur Gemenskap, också kallad Invandrarmonumentet. Skulpturen består av sju olikfärgade betongpelare, med ornament från olika delar av världen, som knyts samman i vad konstnären själv kallar för ”en nordisk drakslinga" och som sedan öppnar upp sig mot skyn. Skulpturen stod färdig 1995.
Den 8 augusti 2014 placerade två anonyma konstnärer i hemlighet ett monument på platsen där Göteborgsbandet Broder Daniels spelade sin sista konsert 2008. Monumentet består av en rest sten med en mässingsplakett med texten "Spela Shoreline". Monumentet, som snabbt fick namnet Shorelinestenen, togs bort av staden men efter protester placerades den ut igen och finns idag ett 20-tal meter från sin ursprungliga plats, på Museigatan 10, i slänten mot Naturhistoriska.
Fram till år 2012 fanns Henry Moores bronsskulptur Vilande figur i två delar III från 1961, i Slottsskogen. Den inhandlades för 155 000 kr och invigdes 18 juni 1963. Den var då placerad i närheten av Lilla dammen men togs bort 2012 för restaurering och är från december 2015 istället placerad i entrén till Göteborgs konstmuseum.

## Landskapsstugorna

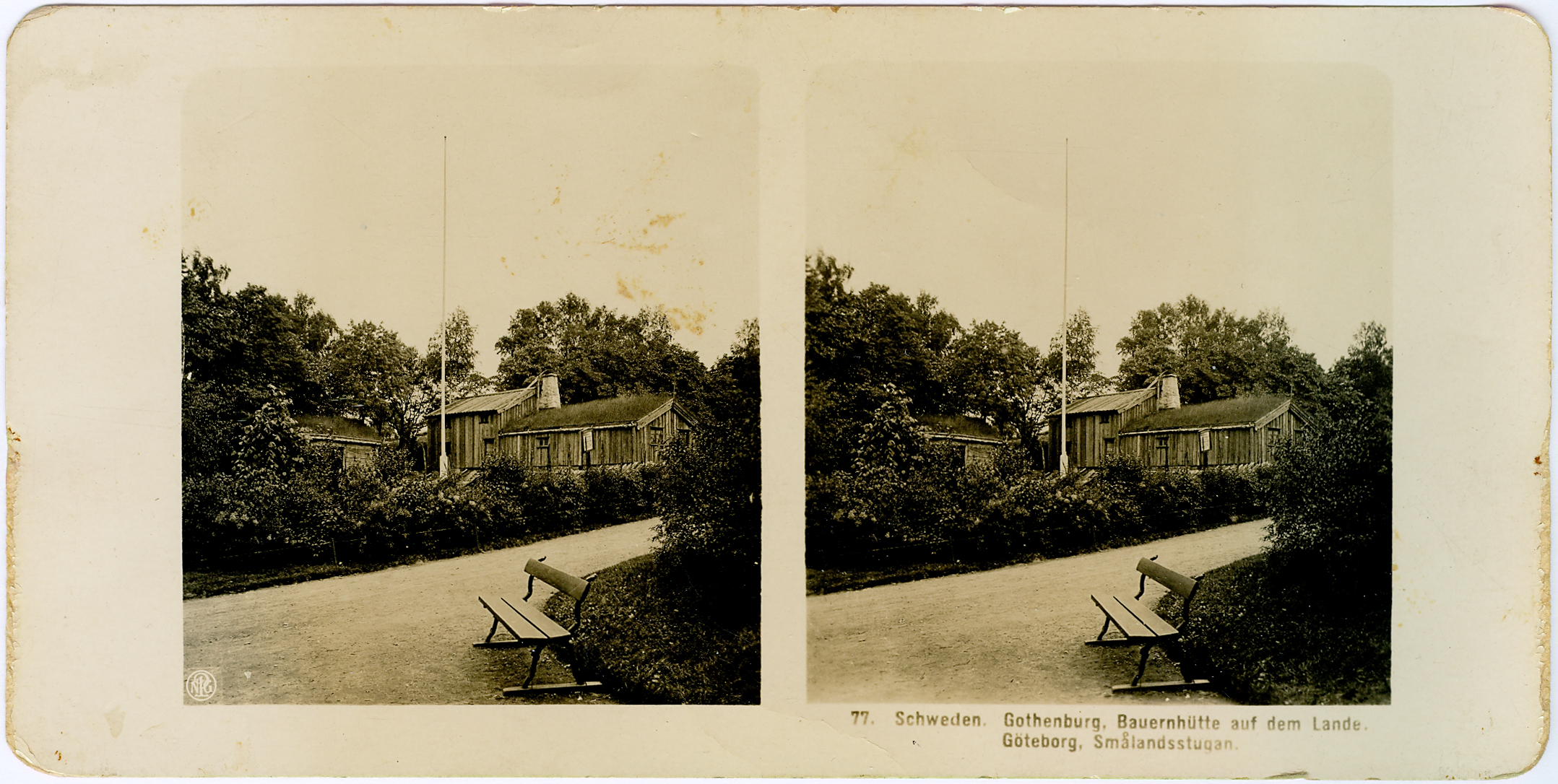
Skioptikonbild av Smålandsstugan från början av 1900-talet.

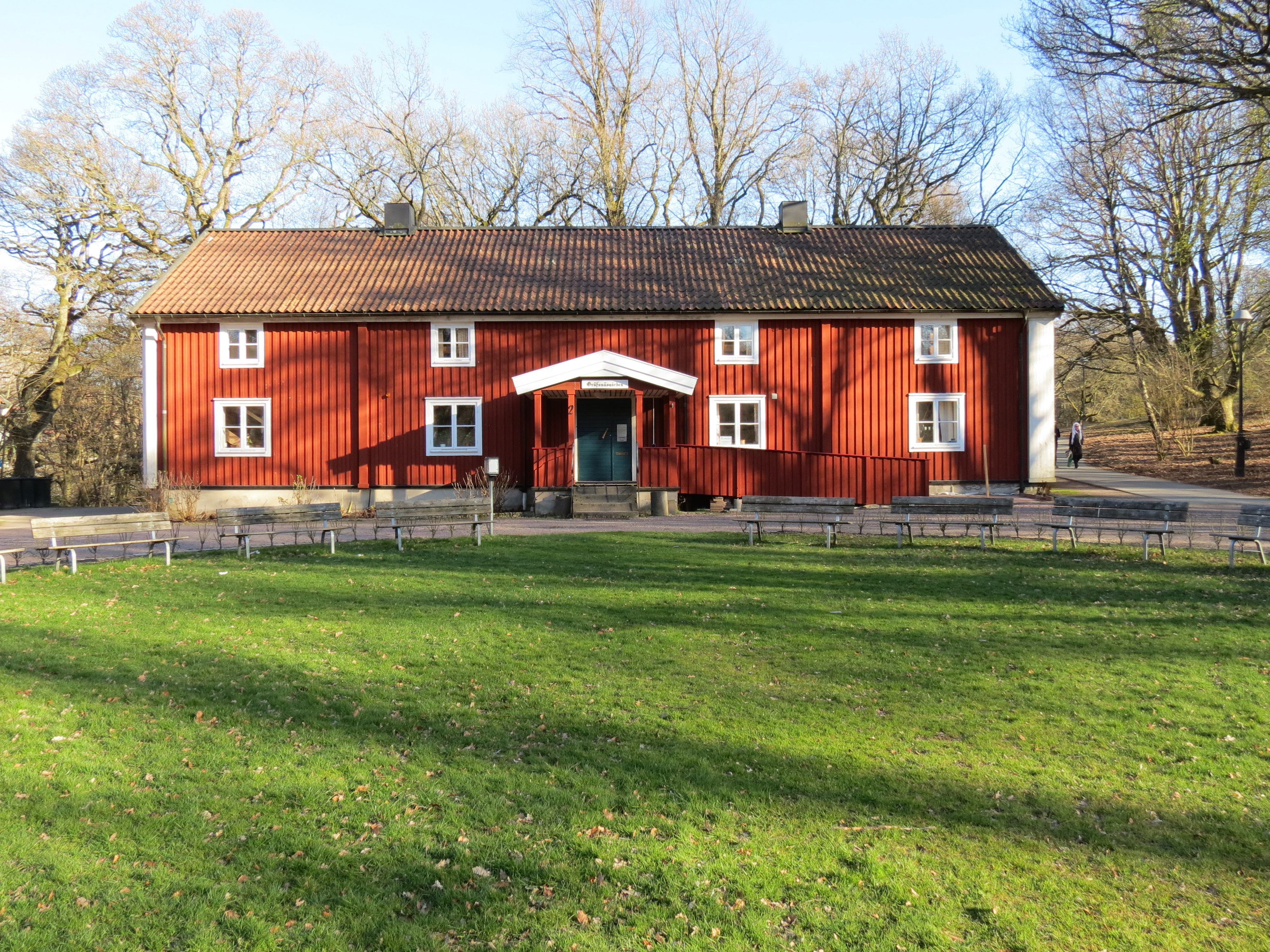
Gräfsnäsgården vars äldsta delar är från 1700-talet.

Uppe på de så kallade Malmgårdskullarna ligger ett antal landskapsstugor som alla är ditflyttade, den senaste så sent som på 1960-talet. Stugorna har bekostats av olika grupper och föreningar och idén påminner Skansen i Stockholm.
Smålandsstugan, också kallad Ryggåsstuga, är byggd på 1750-talet och inköpt av Smålands Gille år 1904 i Femsjö socken och Västbo härad. Stugan var bebodd fram till 1965, då bristen på moderna bekvämligheter blev för uppenbar för att den skulle tjäna som bostad. Den 17 september 1910 invigdes en 22,5 meter hög klockstapel bredvid Smålandsstugan. Den var byggd 1401 och hade tillhört Stockaryds gamla kyrka. Hela kostnaden för transport med mera uppgick till 2 600 kronor, varav Smålandsstugans fonder svarade för 1 400 kronor och insamling bland gillets medlemmar de resterande 1 200.
Dalslandsstugan byggdes 1827 i Steneby socken i Dalsland och flyttades till Slottsskogen 1936.
Hallandsgården är från slutet av 1700-talet. Gården kommer från Knipereds by i Lindome socken i norra Halland och har sedan slutet av 1700-talet bebotts av flera generationer stolsnickare. Den flyttades till Slottsskogen under åren 1946–47.
Gräfsnäsgården, ursprungligen från Gräfsnäs, och vars äldsta delar är från 1700-talet, var den sista av landskapsstugorna som flyttades till Malmgårdskullarna, 1968. Den ägs och används numera av Folkdansringen Göteborg och dess föreningar. På platsen för Gräfsnäsgården låg ursprungligen landeriet Stora Malmgården, som 1892 fick lämna plats för Prippska villan.
1906 fanns det även planer på att placera en Finnstuga från Värmland i Slottsskogen och 1908 en Skånegård.

## Parkens byggnader i alfabetisk ordning

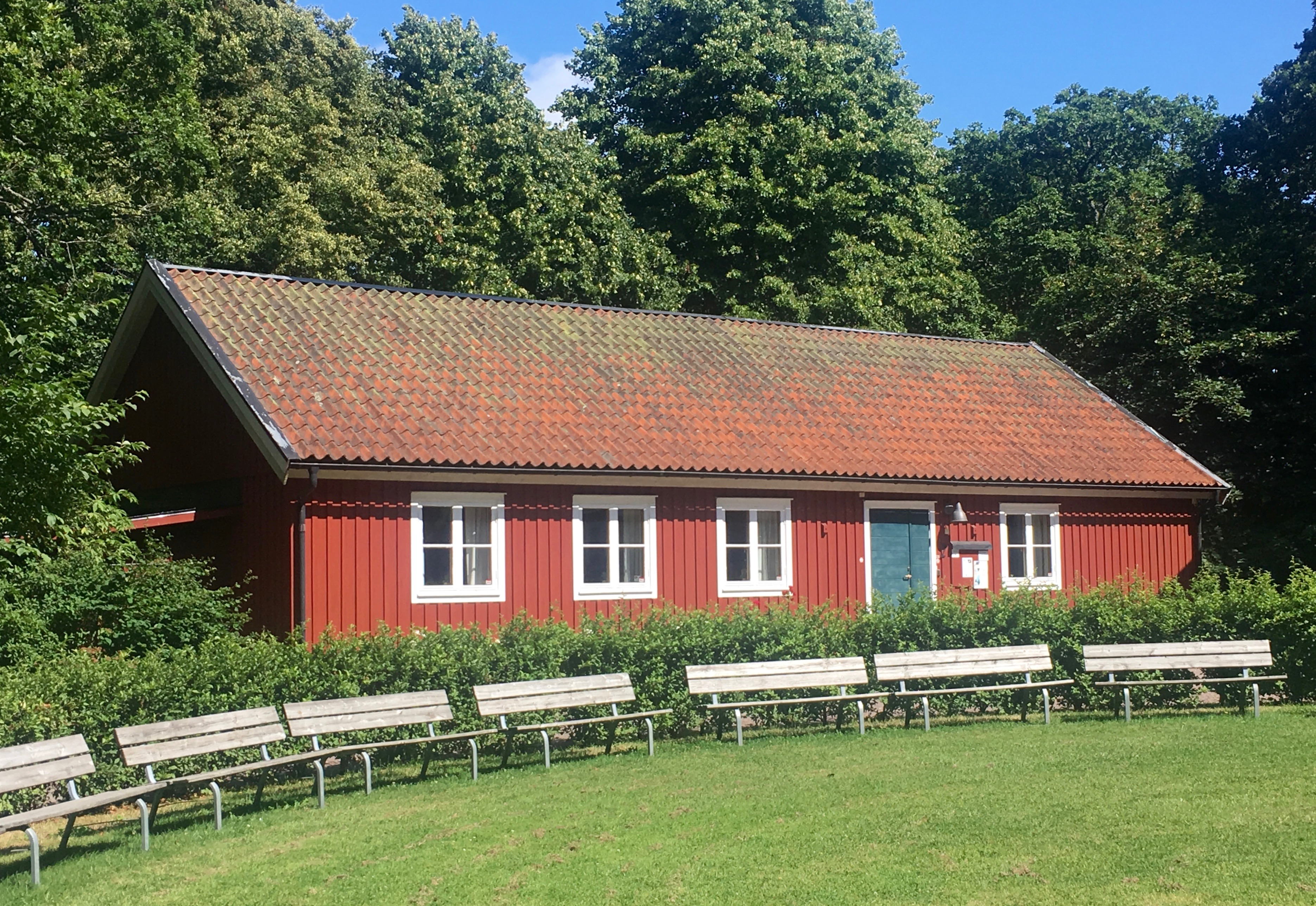
Gräfsnäsgårdens annex.

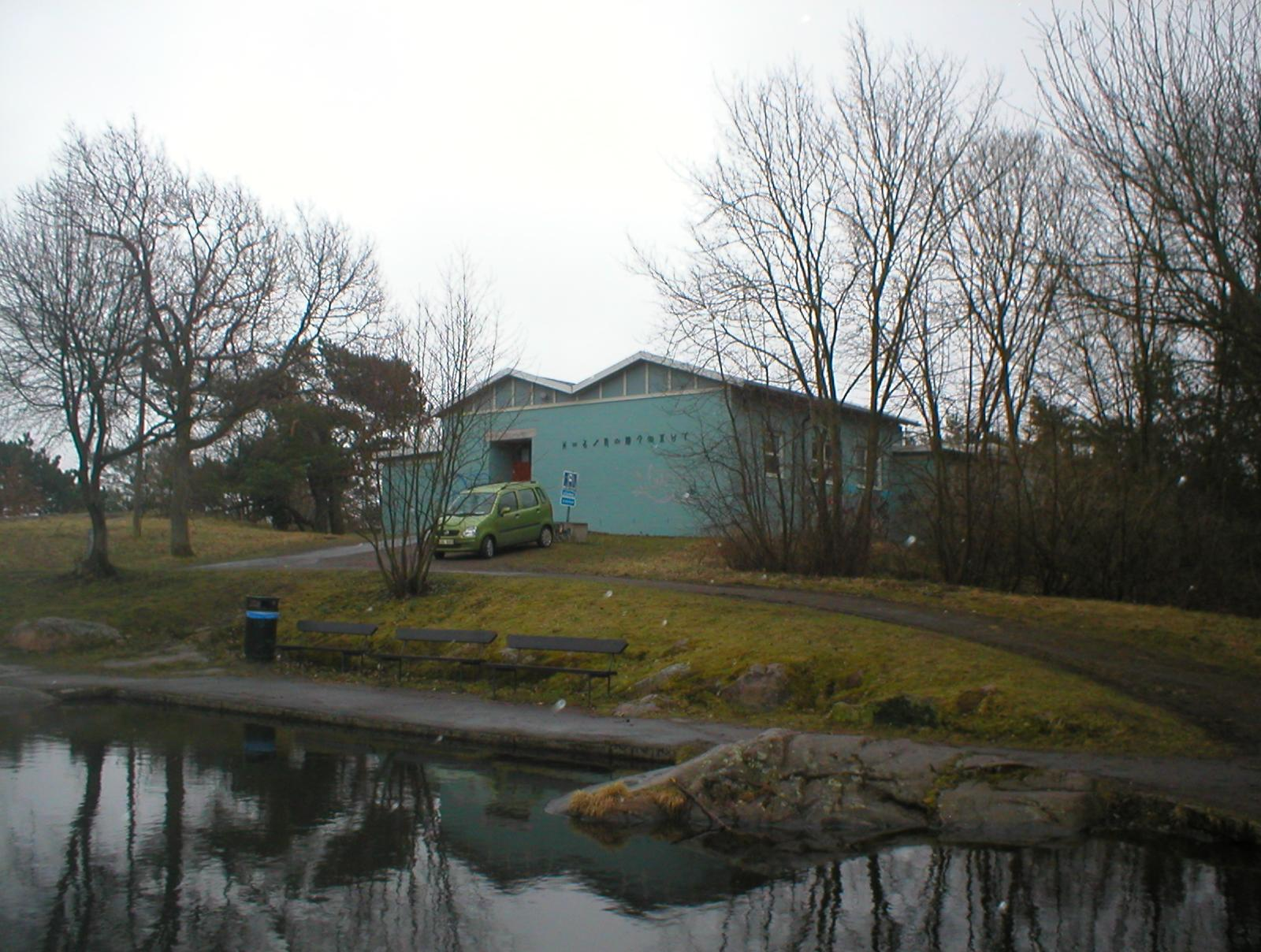
Observatoriet och ödledammen

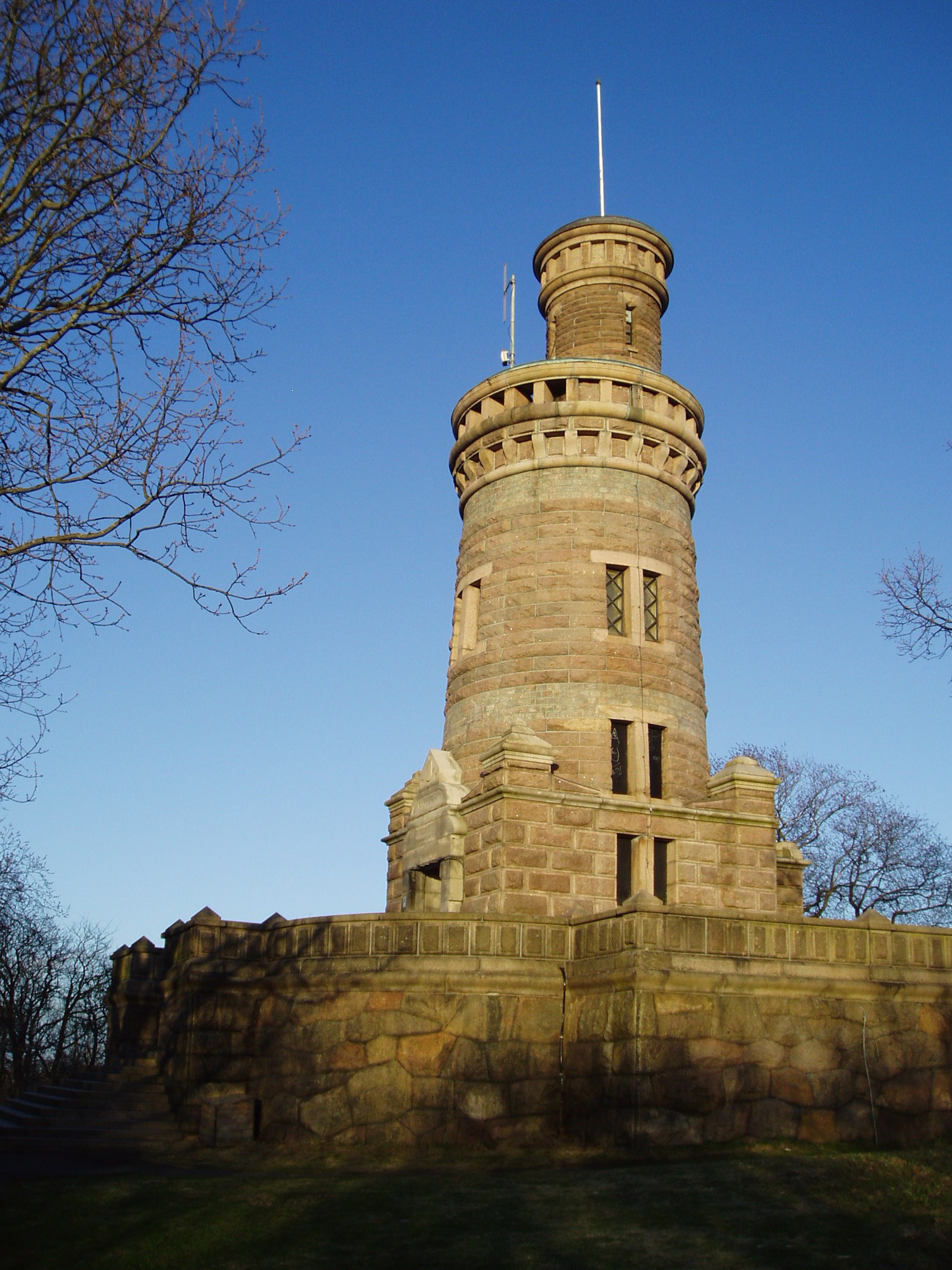
Det före detta vattentornet, kallat Kikar'n, i Slottsskogen (2013).

- Björngårdsvillan (1905) - Ägs idag av Dômen konstskola som bedriver sin verksamhet i huset.[61]
- Bragebacken (1901) - före detta backhoppningsanläggning.
- Bragebackens utsiktstorn - trätorn högst upp på Bragebergets höjd.
- Cloettan/Cloettas paviljong/Cloetta-villan/choklad-villan (se ovan)
- Dalslandsstugan (1827). (se ovan)
- Ekonomigården/Stallmästargården
- Fågelhuset (1984) - Ligger utanför den så kallade Trädgårdsmästarebostaden i parkens västra del, i korsningen Vedbacken-Säldammsbacken. Byggnaden uppfördes 1983-84 av Fritidsförvaltningen i Göteborg, efter ritningar av Semrén Arkitektkontor.[62]
- Gräfsnäsgården, (1700-talet). (se ovan)
- Gräfsnäsgårdens annex, "Annexet", (1986) och utedansbanan (1997)[63]
- Hallandsgården (1700-talet). (se ovan)
- Hjortvaktarbostad/Djurskötarbostad (1891)
- Naturhistoriska Museet (1923)
- Observatoriet (1985), ligger på samma plats där det tidigare låg ett observatorium byggt 1929.
- Parkvaktstuga vjd BangatanParkvaktstuga vid Bangatan (1895)

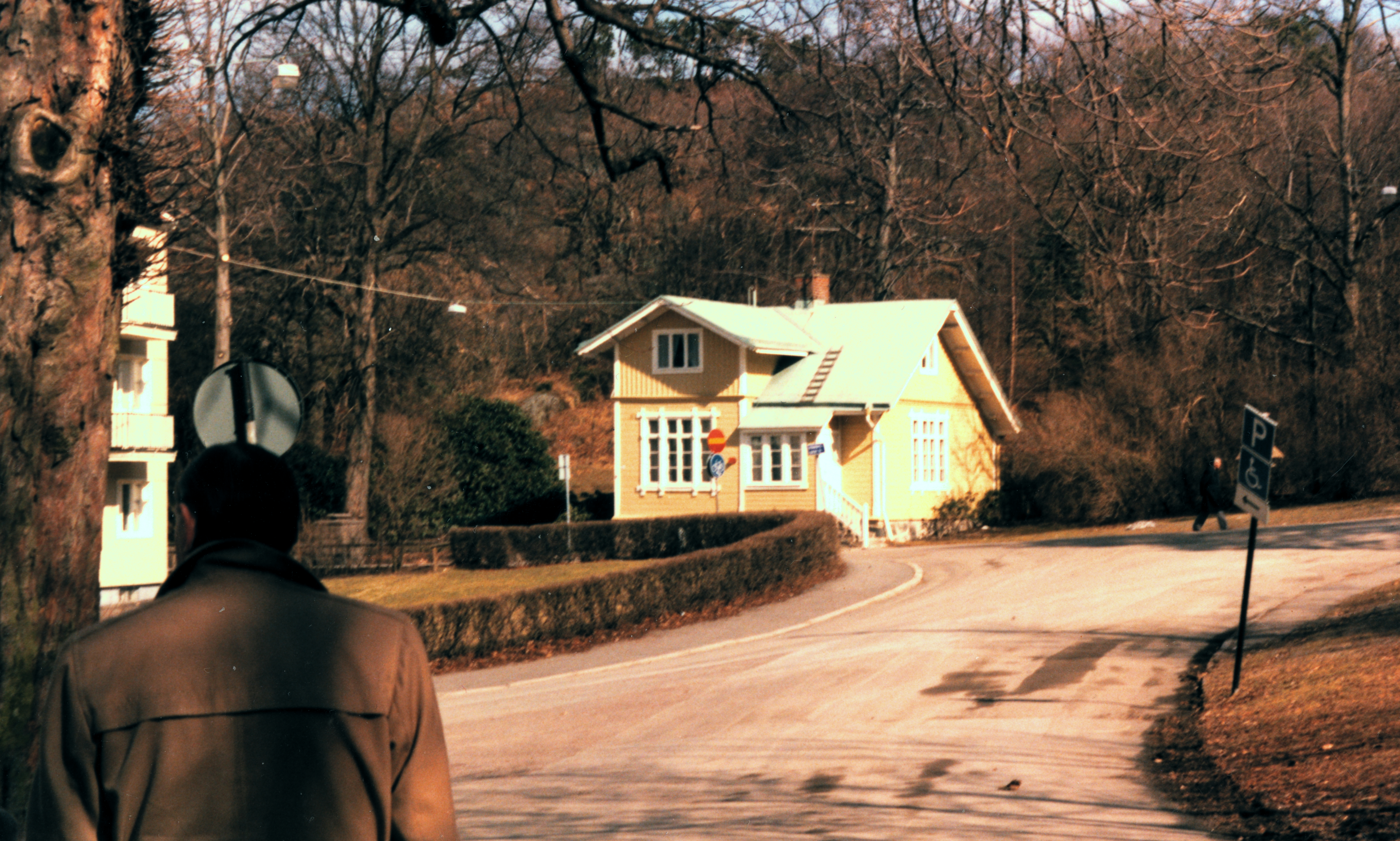
Parkvaktstuga vjd Bangatan

- Parkvaktstuga vid Margreteberg (1880)
- Parkvaktstuga vid Sjömansgatan/August Kobbsgatan (1922)
- Polisstation/Polismuseet[64], (1905). Ritad av Emil Billing. Den var bemannad till mitten av 1950-talet och kallades för Polisvakta. Huset övertogs 1983 av Göteborgs Polismäns Pensionärsförening.[65]
- Påfågelhus (1922)
- Roskast söder om ekonomigården[66]
- Smålandsstugan / Ryggåsstuga (1750-tal). (se ovan)
- Svanhuset (1897), ovanför pingvindammen
- Trädgårdsmästarbostad (1881)
- Vattentornet Stora Utsikten, (1899). I folkmun kallat Kikar'n.[67]
- Vita bandet/Villa Belparc (1937), vid stranden av Stora dammen. (se ovan)
- Vinterpaviljongen/Strandpaviljongen (sekelskiftet 1800-1900 – 1936), riven restaurang vid Stora dammen, där Vita bandet ligger idag. (se ovan)

## Fornminnen
Vid norra kanten av planen framför Utsiktstornet i Slottsskogen, ligger två stora stenblock av gnejs. I blockens jämna yta syns tre grunda skålgropar i det närmast belägna blocket, och åtta i det bortre. Stenarna har ursprungligen legat vid Vattugatan i Masthugget, där de påträffades år 1932.